# Loxostege elutalis
Loxostege elutalis là một loài bướm đêm trong họ Crambidae.